# José Luis Madrid
José Luis Madrid de la Viña (Madrid, 11 de abril de 1933 - Marbella, 19 de julio de 1999) fue un director, guionista y productor de cine español.

## Biografía
Licenciado en derecho, se matriculó en la Escuela Oficial de Cine, entonces llamada IIEC (Instituto de Investigaciones y Experiencias Cinematográficas), pero no terminó los estudios. Debutó en el mundo del cine ayudando a su pariente, el también cineasta Antonio del Amo, pero su nombre solo aparecerá en los créditos como coguionista y director de producción en Gayarre (1958), dirigida por Domingo Viladomat, mientras que como director su opera prima fue Adiós, Ninón (1960), un biopic sobre la cupletista La Fornarina que tardó seis años en estrenarse.
Dirigió en total unas veinte películas de géneros comerciales y escaso presupuesto e importancia, subproductos realizados con rapidez para el consumo de las masas: thrillers, terror barato protagonizado por Jacinto Molina (más conocido como Paul Naschy), espías, destape, españoladas y dramas escabrosos típicos del cine postfranquista. Destacan sus dos adaptaciones de dramas de José López Rubio y sus westerns, más parecidos a los estadounidenses que a los europeos italianos, y con alguna curiosidad, como Tumba para un forajido (1965), filmado en blanco y negro. 
Para producciones internacionales del mismo tipo con Italia, Alemania o Gran Bretaña, a menudo trabajó sin nombre o bajo pseudónimo (por ejemplo, "Jim Delavena"), y de forma no acreditada dos decenas de krimis, largometrajes policiacos adaptados de Edgar Wallace para el productor alemán Artur Brauner. Oportunista y sensacionalista, a veces se acercó a sucesos importantes, como el asesinato del general Carrero Blanco (Comando Txikia, 1978, anticipada a la más famosa Operación ogro (1979) de Gillo Pontecorvo) o se inspiró en asesinatos reales (El vampiro de la autopista, 1969).
Formó parte de las juntas directivas de varias productoras (American Films S L, Andorra Films S A, Cinefilms S L, Theatrical Production Ufesa S A, Servifilms S L, Kfilms S A, José Luis Madrid P C, Film Cooperative Collects y Tilman Films) y fue propietario de los cines Picasso y Lumière en Madrid, además de unos estudios sitos en Villalba (Madrid) de Apolo Films, una productora antigua propiedad de Antonio del Amo.

## Filmografía como director
- 1960 Adiós, Ninón
- 1963 La gran coartada
- 1964 La muerte llama otra vez
- 1964 Una madeja de lana azul celeste, adaptación de la pieza teatral homónima de José López Rubio.
- 1965 La otra orilla, adaptación de la pieza teatral homónima de José López Rubio.
- 1965 La vuelta
- 1965 Tumba para un forajido, western curiosamente dirigido en blanco y negro.
- 1965 Un dólar de fuego / Un dolaro di fuoco, acreditada como de Nick Nostro, pero en realidad dirigida enteramente por él.[4]
- 1966 La balada de Johnny Ringo
- 1966 La venganza de Clark Harrison
- 1968 O.K. Yevtushenko
- 1970 EL vampiro de la autopista
- 1971 Jack, el destripador de Londres
- 1973 La hiena
- 1973 Los crímenes de Petiot
- 1974 Siete chacales
- 1975 El último tango en Madrid
- 1975 Strip-tease a la inglesa
- 1976 Lucecita
- 1978 Comando Txikia: muerte de un presidente
- 1983 Invierno en Marbella
- 1984 Memorias del General Escobar